# Acci

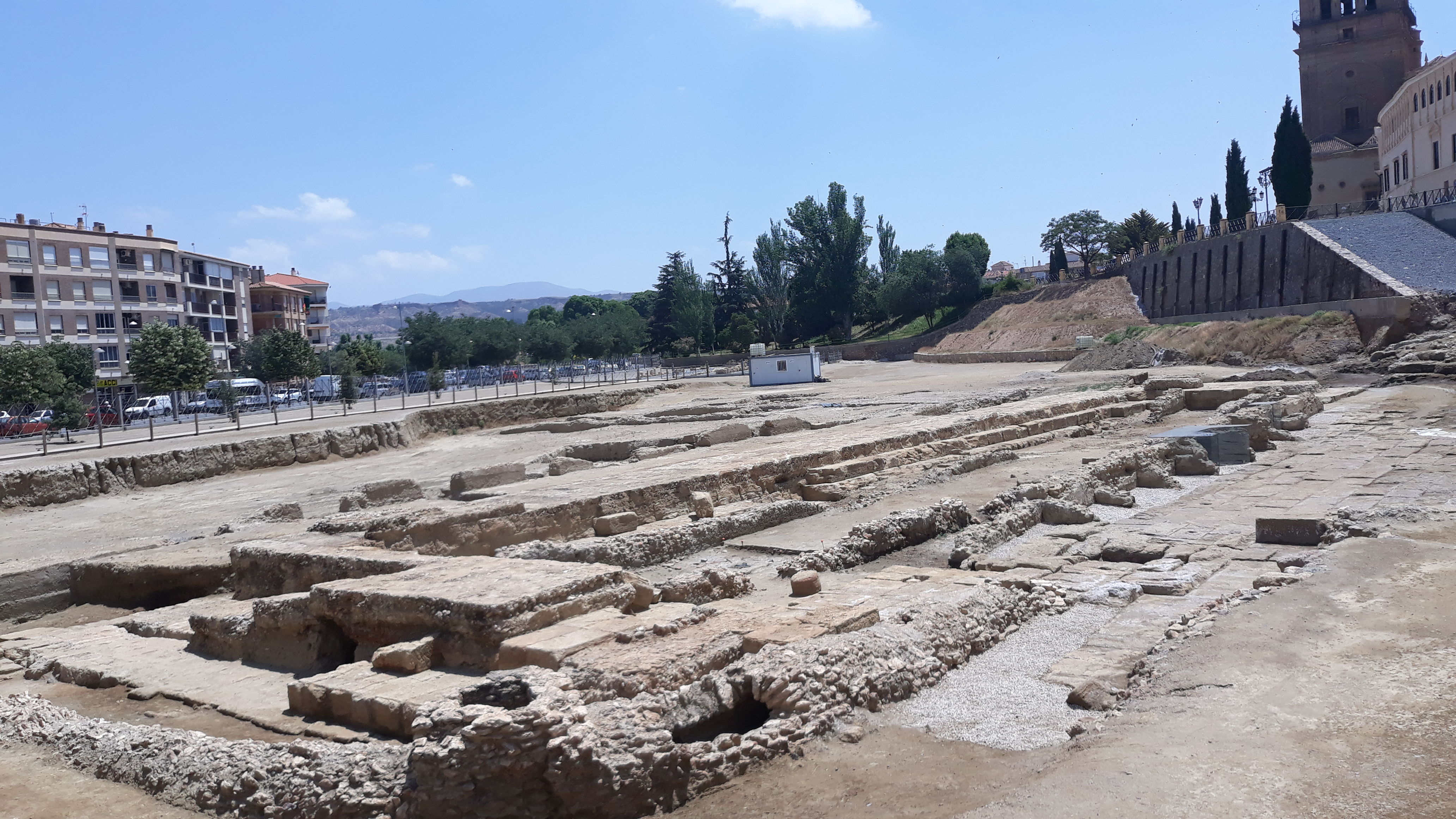
Restos del teatro romano de Acci, parcialmente excavado (2018).

Acci, también citada como Colonia Iulia Gemella Acci, fue el nombre que ostentó la ciudad romana de Hispania que se asentó sobre el área que actualmente ocupa la localidad española de Guadix, en la provincia de Granada. Administrativamente, formó parte de la provincias Tarraconense y, posteriormente, Cartaginense.

## Historia
Con anterioridad a época romana se ha documentado la presencia de un oppidum ibérico en esta zona, cuya región estaba habitada por los bastetanos. El topónimo Acci ya fue registrado por varios autores de la Antigüedad, como Ptolomeo o Plinio, haciéndose eco este último de la condición de ciudad romana con el honor Ius italicum. Tradicionalmente, se ha sugerido que fue establecida durante la segunda mitad del siglo siglo I a. C., por veteranos de las legiones, habiéndose propuesto fechas de fundación como el 42 a. C. La urbe romana alcanzó una cierta importancia durante los siglos I y siglo II d. C., pues dispuso de su propia ceca y de una serie de edificios públicos de envergadura, entre ellos un teatro romano con una capacidad de alrededor de 2500 espectadores.
En el aspecto religioso, en Acci se llegó a rendir culto principalmente a dos dioses: Netón e Isis. A partir del siglo III d. C., la ciudad entró en declive y la población empezó a reducir su tamaño. Los grandes edificios públicos, como el teatro, fueron abandonados y reutilizados sus materiales arquitectónicos para otros fines.

## Sede titular
La ciudad se convirtió al cristianismo en fecha temprana; según la tradición cristiana, la diócesis de Acci se habría establecido en el año 47 d. C., ya que, según la leyenda de los Siete Varones Apostólicos —conservada en el Misal Mozárabe—, se sitúa la sede episcopal de San Torcuato (que fue obispo a partir del año 47) en la antigua Acci.